# Platyopsis maroccanus
Platyopsis maroccanus är en tvåvingeart som först beskrevs av Octave Parent 1929.  Platyopsis maroccanus ingår i släktet Platyopsis och familjen styltflugor.
Artens utbredningsområde är Marocko. Inga underarter finns listade i Catalogue of Life.